# Zeta Aquilae
Zeta Aquilae (ζ Aql, Okab) – gwiazda w gwiazdozbiorze Orła, znajdująca się w odległości około 83 lata świetlne od Ziemi.

## Nazwa
Gwiazda ta ma nazwę własną Okab, oznaczającą orła. Arabska nazwa ‏ذنب العقاب‎ ḏanab al-ʿuqāb, co znaczy „ogon orła”, była stosowana dla dwóch gwiazd – Zeta i Epsilon Aquilae. Dla ich rozróżnienia do nazwy pierwszej bywał dodawany łaciński epitet Australis, czyli „południowa”. Międzynarodowa Unia Astronomiczna w 2018 roku formalnie zatwierdziła użycie nazwy Okab dla określenia tej gwiazdy.

## Charakterystyka
Jest to gorąca gwiazda ciągu głównego reprezentująca wczesny typ widmowy A. Wypromieniowuje 39 razy więcej światła niż Słońce, ma ponad dwukrotnie większy promień i masę. Zeta Aquilae wyjątkowo szybko obraca się wokół osi, zmierzona prędkość obrotu to 330 km/s, 165 razy więcej niż w przypadku Słońca. Jest to jedna z najwyższych prędkości obrotu wśród gwiazd tego typu. Wysoka prędkość wskazuje, że jest to młoda gwiazda.
Gwiazda ma dwóch towarzyszy, prawdopodobnie czerwone karły. Bliższa gwiazda znajduje się w odległości 6″, około 125 au od Zeta Aquilae i jeden obieg zajmuje jej ponad 800 lat. Dalsza, o ile rzeczywiście jest fizycznie związana z układem, znajduje się co najmniej 6000 au od ζ Aql i potrzebuje co najmniej 250 tys. lat na jeden obieg.